# اللادينية في المملكة المتحدة
الدين في المملكة المتحدة (تعداد 2011)
يشير مصطلح اللادينية في المملكة المتحدة إلى العلمانية أو الإلحاد أو بصورة عامة أكثر عدم وجود الدين في البلاد. تاريخيا، كان نمو اللادينية في المملكة المتحدة تابعا لنمط من العلمنة على مستوى أوروبا.
أول تعداد بريطاني يجمع بيانات عن الدين، في عام 2001 أظهر أن هناك 7.7 مليون شخص لاديني في البلاد. تعرضت صياغة السؤال المستخدم في التعداد للنقد من جانب مجموعات إنسانية، وأظهر السؤال بعد تنقيحه في التعداد التالي في 2011 نحو 14.1 مليون من اللادينيين. وهذا ما جعل اللادينية ثاني أكبر معتقد ديني بعد المسيحية، وأكبر من مجموع معتنقي الديانات غير المسيحية في المملكة المتحدة، كما حظت اللادينية بأكبر نسبة نمو بين التعدادين.
حرية أن يكون الشخص لادينيا كانت محدودة في البلاد بسبب القانون الذي يعاقب الانتقاد والسخرية من المسيحية ولا سيما كنيسة إنجلترا. آخر إدانة كانت في عام 1977، وتم إلغاء القانون في إنجلترا وويلز في عام 2008. تجريم هذه الأفعال المماثلة مازال مستمرا في اسكتلندا وأيرلندا الشمالية، وتبقى من الناحية النظرية غير متفقة مع قانون حقوق الإنسان لعام 1998 والاتفاقية الأوروبية لحقوق الإنسان.